# Em ơi Hà Nội phố
"Em ơi Hà Nội phố" (còn được viết cách điệu dưới dạng "Em ơi, Hà Nội phố" hay "Em ơi! Hà Nội phố") là một bài hát thuộc dòng nhạc trữ tình của nhạc sĩ Phú Quang, được ông phổ nhạc từ bài thơ "Em ơi, Hà Nội phố" của nhà thơ Phan Vũ. 
Bài hát được Lệ Thu Nguyễn thu âm lần đầu năm 1987. Ca khúc này cũng được xem là một trong số những bài hát nổi tiếng nhất về Hà Nội, được nhiều ca sĩ trình bày và biểu diễn lại trên sân khấu cũng như trong các album. Ngoài ra, "Em ơi Hà Nội phố" cũng đã được vinh danh và đề nghị xét tặng ở một số giải thưởng tại Việt Nam. 

## Hoàn cảnh ra đời
Bài thơ "Em ơi, Hà Nội phố" được nhà thơ Phan Vũ sáng tác vào tháng 12 năm 1972 trên một căn gác nhỏ ở phố Hàng Bún, quận Ba Đình tại Hà Nội, trong thời điểm không quân Hoa Kỳ đang thực hiện Chiến dịch Linebacker II bắn phá miền Bắc Việt Nam. Bài thơ gồm 443 câu chia làm 24 khổ. Bài thơ khi viết xong được ông cất vào trong tủ, thỉnh thoảng mang ra chỉnh sửa và thêm bớt, chỉ đọc cho những người thân thiết nghe và ít được biết đến.
Năm 1986, sau khi vào Thành phố Hồ Chí Minh sinh sống một thời gian, trong một buổi trà chiều, Phú Quang đã được nghe bài thơ "Em ơi, Hà Nội phố" của nhà thơ Phan Vũ. Ông được cho là rất xúc động khi nghe bài thơ này. Sau đó, ông đã lựa chọn 21 câu thơ của bài thơ này để phổ nhạc, trở thành bài hát "Em ơi Hà Nội phố". Năm 1987, Phú Quang đã đưa nhạc phẩm "Em ơi Hà Nội phố" cho ca sĩ Lệ Thu Nguyễn, thời điểm đó mới từ Đà Lạt vào Thành phố Hồ Chí Minh phát triển sự nghiệp, thu âm và sau đó phát trên sóng của Đài Tiếng nói Việt Nam.

## Đón nhận và đánh giá
Sau khi bản thu ca khúc "Em ơi Hà Nội phố" được phát chỉ một tuần, nhạc phẩm trở nên nổi tiếng, được nhiều người biết đến. Lệ Thu Nguyễn, người trình bày ca khúc này, cho rằng nhờ bài hát mà tên tuổi bà đã được biết đến nhiều hơn. Theo Phú Quang, "Em ơi Hà Nội phố" là ca khúc đầu tiên mà mọi người biết đến tên ông. Cũng từ ca khúc này mà Phú Quang được biết đến như một trong những nhạc sĩ viết về Hà Nội hay nhất.
Theo Dân Trí, "Em ơi Hà Nội phố" được yêu thích và được coi là ca khúc "biểu tượng" của Hà Nội qua nhiều thế hệ. Nhà văn Nguyễn Trương Quý nhận xét câu hát "Em ơi Hà Nội phố, ta còn em mùi hoàng lan, ta còn em mùi hoa sữa" của Phú Quang có cách chạm vào thực thể Hà Nội trực tiếp và bằng cảm giác cụ thể; và bài hát "đảm bảo một ấn tượng nhất quán và thuyết phục, có thể coi như tái sinh trong hình hài mới". Tuy nhiên, "Em ơi Hà Nội phố" cũng được cho là suýt nữa không được phát hành, khi Nhà xuất bản Dihavina phát hành lần đầu thì bài hát này chỉ được in ở mặt B trong danh mục ca khúc. Ở thời điểm ra đời, "Em ơi Hà Nội phố" cũng nhận về những nhận xét cho rằng "viết gì mà như sắp mất Hà Nội".

## Vinh danh
"Em ơi Hà Nội phố" từng được trao giải thưởng sáng tác về Hà Nội, nhưng nhạc sĩ Phú Quang không muốn nhận. Nhà thơ Phan Vũ đã khuyên ông nhận giải cho cả hai; và một năm sau khi giải công bố thì ông mới đi nhận giải thưởng nói trên. Vào năm 2021, ca khúc này được Bộ Văn hóa, Thể thao và Du lịch Việt Nam đưa vào hồ sơ xét tặng "Giải thưởng Nhà nước về văn học nghệ thuật".

## Những bản thu và trình diễn
"Em ơi Hà Nội phố" được xem là một ca khúc về Hà Nội được các ca sĩ thu âm và thể hiện nhiều nhất, từ các ca sĩ ở trong nước đến những ca sĩ người Việt Nam ở nước ngoài. Khi chia sẻ trong chương trình Ký ức vui vẻ vào năm 2019, Phú Quang cho biết Hồng Nhung là người hát ca khúc này đạt nhất theo góc nhìn của ông.
| Năm  | Tên album                                                            | Hãng phát hành          | Nghệ sĩ                | Thể hiện       | Chú thích                                     |
| ---- | -------------------------------------------------------------------- | ----------------------- | ---------------------- | -------------- | --------------------------------------------- |
| 1987 |                                                                      |                         |                        | Lệ Thu Nguyễn  | Lần đầu phát trên sóng Đài tiếng nói Việt Nam |
| 1992 |                                                                      |                         |                        | NSND Lê Dung   |                                               |
| 1993 | Tình khúc Phú Quang: Mùa hạ còn đâu                                  | Dihavina                | Nhiều nghệ sĩ          | Lệ Thu Nguyễn  |                                               |
| 1994 | Mưa trên biển vắng                                                   | Dihavina                | NSND Lê Dung           | NSND Lê Dung   |                                               |
| 1994 | Nhớ về Hà Nội                                                        | Dihavina                | Nhiều nghệ sĩ          | Cẩm Vân        |                                               |
| 1995 | Cyclo (Original Motion Picture Soundtrack)                           | Milan Records           | Tôn Thât Tiết          | NSƯT Thanh Lam | Tên tiếng Anh là "Cabaret"                    |
| 1996 | Tình khúc Phú Quang – Thương lắm tóc dài ơi!                         | Dihavina                | Nhiều nghệ sĩ          | Mỹ Linh        |                                               |
| 1996 | Cho một người tình xa                                                | Dihavina                | Mỹ Linh                | Mỹ Linh        |                                               |
| 1997 | Đoản khúc thu Hà Nội                                                 | Trung tâm Băng nhạc Trẻ | Hồng Nhung             | Hồng Nhung     |                                               |
| 1997 | Ca dao Hồng                                                          |                         | Hồng Nhung             | Hồng Nhung     |                                               |
| 1997 | Em ơi! Hà Nội phố                                                    |                         | Nhiều nghệ sĩ          | Nguyên Khang   |                                               |
| 1997 | Bên em ngày cuối                                                     |                         | Nhiều nghệ sĩ          | Nguyên Khang   |                                               |
| 1999 | Album 4: 11 nhạc phẩm hoà tấu – Mơ về nơi xa lắm                     |                         | Phú Quang              | Phú Quang      |                                               |
| 2001 | Tiếng hát Lê Dung                                                    |                         | NSND Lê Dung           | NSND Lê Dung   |                                               |
| 2003 | Đôi mắt người Sơn Tây                                                |                         | Tuấn Ngọc và Thái Hiền | Tuấn Ngọc      |                                               |
| 2004 | Con người và biển cả                                                 |                         | Ngọc Tân               | Ngọc Tân       |                                               |
| 2004 | Em ơi! Hà Nội phố                                                    |                         | Tuấn Ngọc              | Tuấn Ngọc      |                                               |
| 2005 | Album 9: Cha & con                                                   | Dihavina                | Phú Quang              | NSƯT Thanh Lam |                                               |
| 2005 | Album 10: Phố cũ của tôi                                             |                         | Phú Quang              | Hồng Nhung     |                                               |
| 2006 | Giọt Lam: Thanh Lam Collection Vol. 1                                |                         | NSND Thanh Lam         | NSƯT Thanh Lam |                                               |
| 2007 | Cẩm Vân                                                              | Hãng phim Trẻ           | Cẩm Vân                | Cẩm Vân        |                                               |
| 2007 | Hà Nội mùa thu và em                                                 |                         | Quyền Văn Minh         | Quyền Văn Minh |                                               |
| 2009 | The Best of Phú Quang: Gửi một tình yêu                              |                         | Phú Quang              | Hồng Nhung     |                                               |
| 2010 | Xin đừng quay lại                                                    | Thuý Nga                | Bằng Kiều              | Bằng Kiều      |                                               |
| 2010 | Lời của gió                                                          |                         | Hồng Nhung và Mỹ Linh  | Mỹ Linh        |                                               |
| 2010 | Tấn Minh & Hà Nội                                                    | Hãng phim Phương Nam    | Tấn Minh               | Tấn Minh       |                                               |
| 2010 | Bài ca Hà Nội – Hanoi Songs                                          |                         | Nhiều nghệ sĩ          | Phạm Anh Khoa  |                                               |
| 2010 | Tình ca Việt Nam                                                     |                         | Ngọc Sơn               | Ngọc Sơn       |                                               |
| 2013 | Bài ca không quên – Tình khúc 80                                     |                         | Cẩm Vân                | Cẩm Vân        |                                               |
| 2013 | Việt Nam ơi!                                                         |                         | Lee Kirby              | Lee Kirby      |                                               |
| 2013 | Còn ai hát về Hà Nội                                                 | Nhà xuất bản Trẻ        | Nhiều nghệ sĩ          | NSND Thanh Lam |                                               |
| 2015 | Hà Nội... yêu!                                                       |                         | Phạm Thu Hà            | Phạm Thu Hà    |                                               |
| 2016 | The Best of Khánh Ly: Em ơi! Hà Nội phố                              | Asia Entertainment, Inc | Khánh Ly               | Khánh Ly       |                                               |
| 2016 | Hà Nội em và tôi                                                     |                         | Nguyễn Hồng Ân         | Nguyễn Hồng Ân |                                               |
| 2016 | Hà Nội nhớ                                                           | Dihavina                | Khánh Ly               | Khánh Ly       |                                               |
| 2018 | Đức Tuấn Phú Quang in Symphony – Hà Nội và em khi thu chớm đông sang |                         | Đức Tuấn               | Đức Tuấn       |                                               |
| 2021 |                                                                      |                         |                        | Lệ Thu Nguyễn  |                                               |
| 2022 | Hà Nội riêng tôi                                                     |                         | Vũ Thắng Lợi           | Vũ Thắng Lợi   |                                               |
| 2024 | Em ơi Hà Nội phố                                                     |                         | Quang Thiện            | Quang Thiện    |                                               |